# Horka u Staré Paky
Horka u Staré Paky är en ort i Tjeckien.   Den ligger i distriktet Okres Semily och regionen Liberec, i den norra delen av landet, 90 km nordost om huvudstaden Prag. Horka u Staré Paky ligger 499 meter över havet och antalet invånare är 264.
Terrängen runt Horka u Staré Paky är huvudsakligen platt, men söderut är den kuperad. Runt Horka u Staré Paky är det ganska glesbefolkat, med 32 invånare per kvadratkilometer. Närmaste större samhälle är Jičín, 18,6 km sydväst om Horka u Staré Paky. Omgivningarna runt Horka u Staré Paky är en mosaik av jordbruksmark och naturlig växtlighet.